# Pétur Arnþórsson
Pétur Wilhelm Arnþórsson (8 maggio 1965) è un ex calciatore islandese, di ruolo centrocampista.

## Carriera

### Club
Arnþórsson cominciò la carriera con la maglia del Þróttur. Nel 1986 passò al Viking, per cui esordì nella 1. divisjon in data 27 aprile: fu infatti titolare nel pareggio per 0-0 contro il Rosenborg. Nel 1987 tornò in Islanda, per giocare nel Fram Reykjavík prima e nel Leiknir poi. Nel 1997, tornò al Fram, dove chiuse la carriera nel 1998.

### Nazionale
Arnþórsson conta 28 presenze per l'Islanda. Esordì il 1º agosto 1984, nel pareggio a reti inviolate contro le Fær Øer.